# أتلتيكو مينيرو
نادي مينييرو الرياضي (بالبرتغالية: Clube Atlético Mineiro) والمعروف باسم أتلتيكو مينييرو هو نادِ كرة قدم برازيلي يقع في مدينة بيلو هوريزونتي، ويلعب في دوري الدرجة الأولى. تأسس النادي عام 1908، وهو أقدم نادي كرة قدم نشط في ولاية ميناس جيرايس. فاز أتلتيكو ببطولة مينيرو 49 مرة وهو رقم قياسي. وعلى المستوى الوطني، فاز النادي ببطولة البرازيل ثلاث مرات، في عام 1937، 1971 و2021 واحتل المركز الثاني في خمس مناسبات. كما فاز بكأس البرازيل مرتين وكأس السوبر البرازيلي وكأس البطولات البرازيلية مرة واحدة لكل منهما. وفي كرة القدم الدولية للأندية، فاز أتلتيكو بكأس ليبرتادوريس وكأس ريكوبا سودأمريكانا مرة واحدة لكل منهما، ورقم قياسي بلغ مرتين لكأس أمريكا الجنوبية؛ كما وصل الفريق إلى ثلاث نهائيات قارية أخرى.
يتمتع أتلتيكو بتنافس محلي قوي مع كروزيرو، ويطلق عليه كلاسيكو مينيرو. كما يخوض النادي منافسة محلية مع أمريكا مينيرو وأخرى بين الولايات مع فلامنجو. ويحتل أتلتيكو المركز السادس من حيث قيمة العلامة التجارية في البرازيل، بقيمة 515.5 مليون ريال برازيلي (143 مليون يورو) اعتبارًا من عام 2016، وهو ثامن أكبر جمهور كرة قدم في البرازيل ويحتل المركز السابع في البلاد من حيث حجم الأعمال، حيث حققت 244.6 مليون ريال برازيلي (62.2 مليون يورو) في عام 2015.
تنافس النادي في رياضات أخرى طوال تاريخه، حيث أصبح قسم كرة الصالات بارزًا بشكل خاص.

## تاريخ النادي
حصل 45 مرة على لقب كامبيوناتو مينيرو (بطولة ولاية ميناس جرايس البرازيلية) وهو العدد الأكبر في تاريخ البطولة. كان اللقب الأول في 1915 وفاز بالنسخة الأخيرة من البطولة في عام 2020. فاز بدوري الدرجة الأولى ثلاث مرات. وأيضًا فاز مرة واحدة بكأس البرازيل مرتين.
شارك سنة 2013 لثاني مرة في تاريخه في كأس العالم للأندية حيث تأهل لنصف النهائي ضد فريق الرجاء الرياضي المغربي إذ خسر بثلاثية مقابل هدف وحيد أتى إثر ضربة حرة نفذها رونالدينيو وتسجيل الرجاء هدفين في آخر عشر دقائق.

## إنجازات وبطولات

### قاريًا
- كوبا ليبرتادوريس [14]

الفائز (1): 2013
- كوبا كونميبول [15]

الفائز (2): 1992 ، 1997 (تسجيل)
- ريكوبا سوداميريكانا [16]

الفائز (1): 2014

### محليًا
- الدوري البرازيلي الدرجة الأولى [17]

الفائز (3): 1937 ، 1971، 2021

- كأس البرازيل [18]

الفائز (1): 2014
- Copa dos Campeões Estaduais [19]

الفائز (1): 1937
- Copa dos Campe Brases Brasileiros [20]

الفائز (1): 1978
- الدوري البرازيلي الدرجة الثانية [21]

الفائز (1): 2006
- كامبيوناتو مينيرو [22]

الفائز (46): 1915 ، 1926 ، 1927 ، 1931 ، 1932 ، 1936 ، 1938 ، 1939 ، 1941 ، 1942 ، 1946 ، 1947 ، 1949 ، 1950 ، 1952 ، 1953 ، 1954 ، 1955 ، 1956 ، 1958 ، 1962 ، 1963 ، 1970 ، 1976 ، 1978 ، 1979 ، 1980 ، 1981 ، 1982 ، 1983 ، 1985 ، 1986 ، 1988 ، 1989 ، 1991 ، 1995 ، 1999 ، 2000 ، 2007 ، 2010 ، 2012 ، 2013 ، 2015 ، 2017 ، 2020 ، 2021
- تاسا ميناس جيرايس [23]

الفائز (5): 1975 ، 1976 ، 1979 ، 1986 ، 1987